# Debate electoral de Mendoza de 2019
El debate electoral fue un evento de presentación de plataformas y discusión política previo a las Elecciones provinciales de Mendoza de 2019.

## Organización
El debate fue realizado el 19 de septiembre de 2019 en el salón Los Cerros del Hotel Intercontinental. Fue organizado por Asociación Cristiana de Dirigentes de Empresas (ACDE), Asociación de Ejecutivos de Mendoza (AEM), Consejo Empresario Mendocino (CEM), Federación Económica de Mendoza (FEM) y Unión Industrial de Mendoza (UIM).
El debate contó con la moderación de los periodistas Carlos Hernández, Rosana Villegas y Andrés Gabrielli. Gabrielli fue ampliamente criticado por las preguntas sexistas que realizó a los candidatos durante el debate.

### Secciones
El debate estuvo dividido en las siguientes secciones:
- Economía: perspectivas fiscales y proyectos prioritarios en infraestructura
- Economía: desarrollo y diversificación de la matriz productiva
- Educación, infancia y salud
- Seguridad y derechos humanos
- Fortalecimiento institucional
- Cierre

### Participantes
Participaron del debate los candidatos:
- Rodolfo Suárez (Cambia Mendoza)
- Anabel Fernández Sagasti (Frente Elegí)
- José Luis Ramón (Protectora)
- Noelia Barbeito (Frente de Izquierda)